# Cortes (Bohol)
Cortes is een gemeente in de Filipijnse provincie Bohol op het gelijknamige eiland. Bij de census van 2015 telde de gemeente bijna 17 duizend inwoners.

## Geografie

### Bestuurlijke indeling
Cortes is onderverdeeld in de volgende 14 barangays:
| - De la Paz - Fatima - Loreto - Lourdes - Malayo Norte - Malayo Sur - Monserrat | - New Lourdes - Patrocinio - Poblacion - Rosario - Salvador - San Roque - Upper de la Paz |

## Demografie
Cortes  had bij de census van 2015 een inwoneraantal van 16.954 mensen. Dit waren 1.660 mensen (10,9%) meer dan bij de vorige census van 2010. Ten opzichte van de census van 2000 was het aantal inwoners gegroeid met 4.252 mensen (33,5%). De gemiddelde jaarlijkse groei in die periode kwam daarmee uit op 1,91%, hetgeen hoger was dan het landelijk jaarlijks gemiddelde over deze periode (1,84%).

De bevolkingsdichtheid van Cortes  was ten tijde van de laatste census, met 16.954 inwoners op 27,32 km², 620,6 mensen per km².
|  |  |